# 琉悪夏
琉悪夏（るあか、2004年8月16日 - ）は、日本の女子プロレスラー。東京都出身。スターダム所属。

## 所属
- スターダム（2016年 - ）

## 来歴
2016年
- 11月11日、新宿FACE大会にてあずみから挑発されて乱闘に持ち込まれデビューが決まる[2]
- 11月20日、新木場1stRING大会にてあずみ&刀羅ナツコ戦でデビュー（パートナーは七星アリス）も、あずみのラ・マヒストラルに屈する[3][4][5]。

2017年
- 4月6日、センダイガールズプロレスリングにて山添愛海とエキシビション[6]。

2020年
- 10月4日、NAGOYA Rainbow Fight にてTCS解散に伴い、STARSに加入。

2021年
- 2月20日、新木場1stRING大会で試合中にタッグパートナーの岩谷麻優をイス攻撃、「STARSでは成長ができない。これからは、黒い私を大江戸隊で見せます」と言い、ヒールユニットの大江戸隊に加入しヒールターンする。
- 3月7日、Road to YOKOHAMA DREAM CINDERELLAの後楽園ホール大会でリングネームを「ルアカ」から「琉悪夏」に改名。
- 7月31日、5★STAR GP 2021に初出場。[7]
- 10月9日、大阪城ホール大会でウナギ・サヤカを破り、フューチャー・オブ・スターダム王座を奪取。
- 12月29日、両国国技館大会で行われた3度目の防衛戦にて羽南に敗れ、フューチャー・オブ・スターダム王座を失う。

2022年
- 3月11日、品川インターシティホールで開催されたスターダムの新設した若手大会、『NEW BLOOD 1』に参戦。スターライト・キッドと組み、 ディアナ代表として参加した梅咲遥、ななみ組に勝利[8]。

2024年
- 7月28日、刀羅ナツコが大江戸隊を解散して立ち上げた新ヒールユニット「H.A.T.E.」に所属を移行。刀羅より5★STAR GP 2024への出場権を委ねられる。[9]
- 8月12日、5★STAR GP 2024において愛海と7年ぶりの対戦を行うも時間切れ引き分けに終わる。[10]
- 8月25日、5★STAR GP 2024グループリーグ戦を1勝4敗1引き分けにて終える。[11]
- 9月22日、『STARDOM in KAMINOYAMA』大会にて、刀羅ナツコ、上谷沙弥と組みアーティスト・オブ・スターダム王座選手権試合に挑むも敗れる。[12]
- 9月27日、センダイガールズプロレスリングの新宿大会に渡辺桃と組みH.A.T.E.としての初の対外試合に出場。[13]
- 10月14日、センダイガールズプロレスリングの札幌大会においてBMI2000（刀羅ナツコ＆琉悪夏）で、チーム200キロ（橋本千紘＆優宇）が持つタッグ王座に挑戦。[14]

2025年
- 7月24日、後楽園ホール大会にてゴッデス・オブ・スターダム王座戦にBMI2000（刀羅ナツコ＆琉悪夏）で挑戦し勝利。第36代王者となる。[15]
- 7月26日、SEAdLINNNG 新木場1stRING大会にBMI2000で参戦し花穂ノ利&光芽ミリア組と対戦。[16]

## 人物
- スターダムの7期生同志で同い年の羽南とはライバル関係にある。
- 大江戸隊では小波推しであった。

## 得意技
冷凍庫爆弾
最上級フィニッシャー。巨体を生かしたコーナーポスト最上段からのダイビングボディ・プレス。
コンプリートショット
フィッシャーマンズ・スープレックス・ホールド
フィッシャーマンバスター
ショルダー・タックル
チュークスラム
ネック・ハンギング・ボム
ジャーマンスープレックスホールド
ダルマ式ジャーマンスープレックスホールド

### その他（反則技）
ブラックボックス（凶器）
プラスチック製の収納ボックス。これを使って相手を殴打したり、投げつけて相手にぶつけることもある。また、マットに倒れている相手の上にこのボックスを置き、その上からコーナトップからのダイビングボディプレス（シン・冷凍庫爆弾）を放つこともある。現在使用中のものは二代目で初代は紫色のボックスだった。
ナックル・パンチ
向かい合った相手に対し「あっ！」と叫びながら90度方向を向くことで相手の注意を惹きつけ、相手が横を向いた隙に殴る。

## タイトル歴
- 第7代フューチャー・オブ・スターダム王座
- 第36代ゴッデス・オブ・スターダム王座
  - パートナーは刀羅ナツコ